# Citation (häst)
Citation, född 11 april 1945, död 8 augusti 1970, var ett engelskt fullblod, mest känd för att ha varit den åttonde hästen som tagit titeln Triple Crown, då han segrat i Kentucky Derby (1948), Preakness Stakes (1948) och Belmont Stakes (1948). Han blev framröstad till 1948 års American Horse of the Year. Han tog 16 raka segrar i stakeslöp, och blev historiens första häst att springa in 1 miljon dollar.

## Bakgrund
Citation var en brun hingst efter Bull Lea och under Hydroplane (efter Hyperion). Han föddes upp och ägdes av Calumet Farm. Han tränades under tävlingskarriären av Ben A. Jones och senare av Jimmy Jones. Han reds ursprungligen av Al Snider och senare av Eddie Arcaro eller Steve Brooks.
Citation tävlade mellan 1947 och 1951 och sprang under sin tävlingskarriär in 1 085 760 dollar på 45 starter, varav 32 segrar, 10 andraplatser och 2 tredjeplatser. Han tog karriärens största segrar i Kentucky Derby (1948), Preakness Stakes (1948) och Belmont Stakes (1948). Han segrade även i Futurity Stakes (1947), Pimlico Futurity (1947), Chesapeake Stakes (1948), Empire City Gold Cup (1948), Seminole Handicap (1948), Sysonby Handicap (1948), Tanforan Handicap (1948), Flamingo Stakes (1948), Stars and Stripes Handicap (1948), Jockey Club Gold Cup (1948), American Derby (1948), Pimlico Special (1948), Hollywood Gold Cup (1951), Golden Gate Mile Handicap (1950) och American Handicap (1951).

## Karriär

### Tvååringssäsongen 1947
Citation tog sin första seger i sin första start som tvååring på Pimlico Race Course i Baltimore. Han slog Arlington Parks banrekord över fem furlongs i sin tredje start. Under året tävlade han nio gånger, segrade åtta gånger och sprang in 155 680 dollar. Hans enda förlust kom i Washington Park Futurity, då han blev knappt slagen av stallkamraten Bewitch.

### Treåringssäsongen 1948
Som treåring började Citation med att ta två segrar över den äldre hästen Armed, som hade utsetts till American Horse of the Year 1947. Det är sällsynt att en treåring besegrar äldre hästar så tidigt på året, än mindre en topphäst som Armed. Efter att Citation vunnit Everglades Stakes och Flamingo Stakes på Hialeah Park, drunknade Snider då han fiskade utanför Florida Keys. Calumet Farm anlitade istället Eddie Arcaro, som var god vän till Snider. I Arcaros första start med Citation förlorade de mot Saggy i Chesapeake Trial Stakes. Detta var det sista löpet som Citation förlorade på nästan två år. Citation besegrade sedan Saggy i Chesapeake Stakes på Havre de Grace Racetrack, och segrade sedan även i Derby Trial Stakes, som var hans sista förberedelselöp inför Kentucky Derby.
I Kentucky Derby segrade Citation med 31⁄2 längd över stallkamraten Coaltown, och Arcaro gav Al Sniders änka en del av prispengarna. Citation skickades sedan till Baltimore där han segrade i Preakness Stakes med 51⁄2 längd. Därefter segrade han i Jersey Stakes innan han åkte till Belmont Park i New York och blev den åttonde hästen som tagit en Triple Crown, genom att segra i Belmont Stakes. Han slog även Count Fleet löpningsrekord.
I slutet av sin treåringssäsong hade Citation gjort 20 starter, varav 19 segrar och sprungit in 709 470 dollar. För sina prestationer utsågs Citation till American Horse of the Year och fick 161 av möjliga 163 röster i omröstningen utförd av tidningen Turf och Sport Digest.

### Senare karriär 1950-51
I slutet av sin treåringssäsong fick Citation kotledsinflammation, vilket gjorde att han inte kunde tävla under hela 1949. 1950 gjorde han comeback, och tog sin 16:e raka seger i ett löp på Santa Anita Park. Hans långa segersvit var länge ett rekord, till Cigar utjämnade bedriften 1994-96. Zenyatta och Peppers Pride slog senare rekordet genom att ta 19 raka segrar. Rapid Redux slog sedan rekordet med 22 raka segrar, dock inte mot liknande konkurrens.
Hans ägare, Calumet Farm, hade låtit Citation fortsätta tävla efter sin skada, med målet att göra honom till den första hästen som tjänade 1 miljon dollar. 1951, efter två tredjeplaceringar slutade Citation utan pengar för första gången i Hollywood Premiere Handicap. Efter ytterligare en förlust i Argonaut Handicap, segrade han sedan i Century Handicap, American Handicap och Hollywood Gold Cup. Segern i Gold Cup gjorde så att han kom över 1 miljon dollar i insprungna pengar, och hans tävlingskarriär avslutades därefter.

### Som avelshingst
Citation blev far till flera anmärkningsvärda hästar, bland annat Hall of Fame-stoet Silver Spoon, Get Around, Guadalcanal och 1956 års segrare av Preakness Stakes, Fabius. Citation dog den 8 augusti 1970, 25 år gammal och begravdes på hästkyrkogården på Calumet Farm.

### Eftermäle
1959 valdes Citation in i National Museum of Racing och Hall of Fame. En staty av Citation finns på Hialeah Park. Denna staty visas i Gudfadern del II, då Michael Corleone reser till Miami för att besöka Hyman Roth. 
År 2020, som en del av en insamling för nödhjälpsinsatser på grund av COVID-19-pandemin, hölls ett "virtuellt Kentucky Derby" där fältet inkluderade alla 13 Triple Crown-vinnare. Citation slutade tvåa efter Secretariat.